# 小行星1844
小行星1844（1844 Susilva）是一颗围绕太阳公转的小行星。1972年10月30日，保羅·維爾特在齐美尔瓦尔德发现了此天体。
該小行星以維爾特的學校同學蘇西（Susi）命名。
这颗小行星的绝对星等为75.63509834938699等。